# Korvatunturi
Korvatunturi (en ruso: Корватунтури) es una montaña en la Laponia de Finlandia. Se encuentra dentro del Parque nacional de Urho Kekkonen en el municipio de Savukoski .
Korvatunturi es un monte en forma de fuerte y su altura es de 486 metros (aproximadamente 1.594 pies) sobre el nivel del mar. El bosque circundante se compone principalmente de picea europea, pero la cima de la colina está claramente por encima de los límites del bosque. Korvatunturi tiene tres picos y la frontera entre Finlandia y Rusia pasa por el medio.